# 神居尻山
神居尻山（かむいしりやま）とは、北海道石狩郡当別町にある標高946.7mの山。ピンネシリ、隈根尻山と並んで樺戸三山の1つに数えられ、樺戸山地を構成する山の一つである。山名はアイヌ語のカムイ・シリに由来している。山頂からは暑寒別岳をはじめとした増毛山地などを望むことができる。

## 登山道
道民の森神居尻地区として整備されており、登山道は次の3つのコースがある。
- Aコース
- Bコース
- Cコース

神居尻山避難小屋は2018年（平成30年）9月の台風21号で被災したため、建て替えられ、2020年（令和2年）8月1日に供用を開始した。

## 周辺の山
- ピンネシリ（1100m）：縦走はできない